# Gone From Danger
Gone From Danger es el vigesimocuarto álbum de estudio de la cantante estadounidense Joan Báez, publicado por la compañía discográfica Guardian Records en septiembre de 1997. 
En lugar de confiar en sus propias composiciones, Báez seleccionó trabajos de artistas de folk y rock más jóvenes para versionarlos. Incluyó las canciones «If I Wrote You» de Dar Williams, «Reunion Hill» de Richard Shindell y «Crack in the Mirror» de Betty Elders, así como dos temas de Sinéad Lohan. En la época de su lanzamiento, Báez confesó que no era capaz de componer nuevas canciones y que se sentía más cómoda regresando a su papel original de intérprete. La única canción en la que fue acreditada, «Lily», es un poema escrito por Báez a la que añadieron música Greenberg y Wilson. Además de impulsar las carrera de músicos más jóvenes, Báez utilizó a dos de ellos, Shindell y Williams, en la posterior gira de promoción.
Una edición limitada de Gone From Danger, disponible solo en librerías Borders de los Estados Unidos, incluyó un segundo disco con dos canciones: «Long Bed from Kenya» de Betty Elders y un dúo con Dar Williams en el tema de Paul Simon «Dangling Conversation», ambos grabados en directo durante la edición de 1997 del Newport Folk Festival.
En 2009, Gone From Danger fue reeditado en edición de coleccionista con un segundo disco que incluyó once canciones grabadas en el Mountain Stage en agosto de 1997. 

## Lista de canciones
1. "No Mermaid" (Sinéad Lohan) - 4:22
2. "Reunion Hill" (Richard Shindell) - 4:08
3. "February" (Dar Williams) - 5:49
4. "Crack in the Mirror" (Betty Elders) - 4:11
5. "If I Wrote You" (Dar Williams) - 4:46
6. "Fishing" (Richard Shindell) - 3:28
7. "Lily" (Joan Báez/Wally Wilson/Kenny Greenberg) - 3:52
8. "Who Do You Think I Am" (Sinéad Lohan) - 4:02
9. "Mercy Bound" (Mark Addison) - 4:51
10. "Money for Floods" (Richard Shindell) - 3:32

Disco extra (reedición de 2009)
1. "If I Wrote You" (Dar Williams)
2. "No Mermaid" (Sinéad Lohan)
3. "Reunion Hill" (Richard Shindell)
4. "Crack in the Mirror" (Betty Elders)
5. "Long Bed from Kenya" (Betty Elders)
6. "February" (Dar Williams)
7. "You're Aging Well" (Dar Williams)
8. "Fishing" (Richard Shindell)
9. "Money for Floods" (Richard Shindell)
10. "Who Do You Think I Am" (Sinéad Lohan)
11. "To Ramona" (Bob Dylan)